# Фанла
Фанла (англ. Fanla) — деревня в республике Вануату, расположенной в юго-западной части Тихого океана. Деревня Фанла расположена на юго-востоке острова Амбрим в провинции Малампа.

## История
Первоначально место где была построена деревня носило название «Saanembur Lonbato». Эта территория принадлежала клану фанберарм. Остатки их древнего поселения все ещё видны южнее деревни.
Придание гласит, что вождь Тиуум решил спуститься вниз по течению реки, где земля была богаче и плодороднее. Тиууум и его сын, Мельтюр, кочевали вместе со своими семьями, пока не остановились в районе нынешней деревни Фанла, где они основали первую деревню Нассару.
После смерти Тиууума, у Мельтюра родился сын Молбу. Вождь Молбу хоть и был женат, детей не имел, а вскоре его семья погибла во время одной из племенных войн.
В это же время маленький ребёнок по имени Ванмелбу из племени ранбетеона, с западной части острова, выплыл на лодке на рыбалку. Начавшийся шторм выбросил его лодку в районе деревни Нассару, вождем в которой был Молбу. Старый вождь в конце концов усыновил Ванмелбу, который после смерти Молбу стал вождём в этой деревне. Он построил деревню Фанла в которую переселились жители деревни Нассару.
По традиции все жители деревни Фанла, считаются потомками Ванмелбу.
Традиция усыновления детей между племенами ранбетеона и фанберарм сохранилась и по сей день.

## Описание
Деревня Фанла расположена на юго-востоке острова Амбрим в 180 км к северу от Порт-Вилы. Население деревни 250 человек, плотность населения 15 чел./км².